# ブラニスラヴ・ヌシッチ
ブラニスラヴ・ヌシッチ（セルビア語: Бранислав Нушић / Branislav Nušić、1864年10月20日 – 1938年1月19日）は、セルビアの文化人、戯曲家、小説家、官吏。

## 生涯
セルビアのベオグラードで生まれる。父はアルーマニア系の商人、母はセルビア系。幼少期に一家は破産し、スメデレヴォに転居。同地で初等教育を終えた後、ベオグラードの寄宿学校を卒業。1884年にベオグラード大学の法科を卒業。20代前半の頃に発表した風刺詩は大きな物議を醸したことから逮捕され、約2年間、監獄で生活した。
1889年に外務省入省。オスマン帝国で約10年余りセルビア領事館に勤務した。1900年に教育省の高官に任命され、その後、ベオグラードにある国立劇場の支配人になる。
しかしジャーナリストを志し、1905年に職を辞したあと、様々な雑誌の編集に関わる。その後は紆余曲折し、第一次世界大戦中はスイスや南欧に居住した。戦後、ヌシッチは招聘され、教育省やサラエヴォ国立劇場の要職を歴任。1933年にセルビア科学芸術アカデミーの会員に選出された。たびたび社会風刺喜劇を発表、好評を博し、現在でもヌシッチの風刺喜劇は劇場で上演されるなどセルビアの人々から親しまれている。1938年、ベオグラードで没した。

## 邦訳
- 「自叙伝」-『世界短編名作選 東欧編』
田中一生訳、新日本出版社（1979年）
- 『不審人物　故人　自叙伝』幻戯書房〈ルリユール叢書〉（2024年）
奥彩子・田中一生訳。ISBN 486488305X。改訂新版